# Karel-August Vervier
Karel-August Vervier (Gent, 12 augustus 1789 - Waarschoot, 20 oktober 1872) was een Gents politicus, letterkundige, orangist en vrijmetselaar.

## Levensloop
Karel (ook Charles) Vervier was een zoon van de arts Jan Vervier (1750-1817) en van Marie-Thérèse Debbaut. Zijn vader was hoofdgeneesheer van de Oostenrijkse legers in de Nederlanden en ijveraar voor de Nederlandse taal. Na de humaniora te hebben gevolgd aan de École centrale in Gent, studeerde Karel wetenschappen in Parijs. Terug in Gent was hij van 1809 tot 1814 bankier. In 1814 werd hij ontvanger en agent van de rijkskassier voor het district Eeklo en dit tot in 1833.
Hij trouwde in 1821 met Adelaïde Stroobant de Terbrugghen, de weduwe van Pierre Everard, burgemeester van Eeklo.
Hij stierf in zijn kasteel 'Damzicht' in Waarschoot en werd burgerlijk begraven in Gent. Zijn grafmonument bevindt zich op de Westerbegraafplaats in Gent.

## Orangist
Zodra het Verenigd Koninkrijk der Nederlanden gesticht was, werd Vervier een fervent orangist. In 1820 werd hij lid van de Provinciale Staten van Oost-Vlaanderen voor Eeklo en vanaf 1826 voor Gent, een functie die hij bleef uitoefenen tot in 1836, om dan tot provincieraadslid te worden verkozen en dit te blijven tot in 1870.
In 1834 was hij een van de bieders op de paarden van de kroonprins, die in Tervuren waren achtergebleven. Een groep overtuigde orangisten, waar hij toe behoorde, kocht de vier paarden en schonk ze terug aan de prins van Oranje als blijk van trouw en verkleefdheid.
Later, toen het koninkrijk België een vaststaand feit was, evolueerde hij tot liberaal politicus.

## Vrijmetselaar
Vervier was een actief vrijmetselaar in de Gentse loges Les Vrais Amis en La Liberté. Hij was bij herhaling achtbare meester van Les Vrais Amis en was tevens honoraire achtbare meester van de zeer orangistische loge Septentrion. Hij zorgde ervoor om de Gentse loges zo lang mogelijk aangesloten te houden bij het Groot Oosten van Nederland. De eenheid met het noorden kwam ook tot uiting in zijn medewerking aan het Maçonniek Weekblad.
In 1844 liet hij door zijn loge, Les Vrais Amis, een prijskamp uitschrijven over de vraag Wat waren de relaties, in de eerste helft van de zestiende eeuw, tussen de vrijmetselaarsloges en de rederijkerskamers in de Nederlanden?.
In 1866 was hij betrokken bij de oprichting van de Gentse loge La Liberté. Hij verkocht aan deze loge het gebouw van de Achtersikkel, waar voorheen Les Vrais Amis vergaderden.

## Letterkundige
Karel Vervier volgde de voetsporen van zijn vader, die in 1814-15 een gedicht van 391 hexameter had geschreven op het herstel van de moedertaal. In 1820 sprak Karel een redevoering uit in verdediging van de moedertaal.
Tijdens zijn activiteiten in Eeklo moedigde hij de dichter Karel Lodewijk Ledeganck aan, die toen klerk was op het stadhuis van Eeklo. Toen Vervier in 1820 zijn eigen eerste dichtbundel publiceerde, knoopte hij vriendschap aan met Jan Frans Willems. 
Vervier was lid van:
- Regat Prudentia Vires, letterkundige afdeling van de rederijkerskamer de Fonteine,
- ondervoorzitter van de Gentse afdeling van de Maatschappij tot Nut van 't Algemeen,
- bestuurslid van de Koninklijke Academie voor teken- schilder en bouwkunst in Gent,
- curator van het Koninklijk atheneum in Gent,
- lid van de commissie van kosteloze stadsscholen,
- voorzitter van de commissie voor het bewaren van oude gedenkstukken,
- voorzitter van de afdeling letterkunde van de Gentse Koninklijke Maatschappij voor Schone Kunsten en Letteren,
- lid van De Tael is gansch het Volk.

## Publicaties
- Gedichten, 1820.
- Letteroefening, 1840.
- De vrijmetselaren van Zuid-Nederland en hunne Broeders in Noord-Nederland, in: Maçonniek Weekblad, 1852.
- Une question maçonnique, philosophique et littéraire, Douai, 1849.
- Jubelkrans, ter ere van prins Frederik, voor zijn zilveren jubileum als grootmeester van het Groot Oosten der Nederlanden, Gent, Snoeck-Ducaju, 1841.
- Bydrage tot de levensgeschiedenis van jonker Jan van Hembyse. (Ao 1584.), 1844.
- Aan Conscience na het lezen van zijn wedrk:Batavia, in: De Vlaamsche school, 1860.
- Verbroedering - De Zuid-Nederlanders aan hunne broeders in Noord-Nederland, Gent, 1861.